# Оксид иттрия-бария-меди
Окси́д и́ттрия-ба́рия-ме́ди, также известный как YBCO (разговорное произношение: и-бэ-ко) — широко применяемый высокотемпературный сверхпроводник, известный тем, что он является первым полученным сверхпроводником с критической температурой больше 77 К — температуры кипения азота.
Химическая формула {\displaystyle {\ce {YBa2Cu3O_{7-x}}}}. Критическая температура перехода в сверхпроводящее состояние {\displaystyle T_{c}} = 93 К.
Относится к сверхпроводникам второго рода.

## История
Рассматриваемый сверхпроводник был получен в 1987 году в Алабамском университете в Хантсвилле (UAH) У Маокунем и Полом Чу в Хьюстонском университете.
Получение этого материала означало возможность широкого промышленного использования сверхпроводников, так как стало возможным использование для охлаждения для получения сверхпроводимости сравнительно дешёвого и доступного жидкого азота.

## Природа сверхпроводимости
Исследования физиков из Университета Британской Колумбии (UBC) показали, что высокотемпературная сверхпроводимость, наблюдаемая в некоторых оксидах меди связана с так называемыми «некогерентными возбуждениями». Это первые исследования, в которых удалось непосредственно определить, в каких режимах электроны ведут себя как отдельные частицы, а в каких — как неразрывная многочастичная сущность. Этот успех стал возможен благодаря новым спектроскопическим технологиям и специально выращенным в университете сверхчистым кристаллам купратов. В нормальных условиях купраты являются изоляторами и не проводят электрический ток, однако если из них удалить часть электронов (или, как говорят, легировать дырками), то при охлаждении они переходят в сверхпроводящее состояние. Оптимальным называется легирование, для которого сверхпроводящая фаза достигается при максимальной температуре. Выделяют также недолегированные и перелегированные образцы.
Одним из центральных вопросов в понимании механизмов высокотемпературной сверхпроводимости является вопрос о том, как ведут себя электроны в сверхпроводящей фазе. Существует две теории: в первой электроны представляют собой отдельные хорошо различимые квазичастицы ферми-жидкости, во второй — электроны настолько сильно связаны друг с другом, что отдельные частицы не различимы, это так называемый сильно коррелированный диэлектрик Мотта. Удалось показать, что в перелегированном состоянии электроны ведут себя как ферми-жидкость, состоящая из отдельных квазичастиц, но при переходе к недолегированному состоянию быстро становятся неразличимыми.

## Структура

Кристаллическая структура оксида иттрия-бария-меди

## Свойства
Свойства материала зависят от метода получения образца.
Критическая температура (температура, ниже которой возникает состояние сверхпроводимости) {\displaystyle T_{c}} 93 К.
Критическая индукция (поле, при котором разрушается сверхпроводящее состояние) {\displaystyle B_{c}} 5,7 Тл.
Критическая плотность тока (ток, свыше которого разрушается сверхпроводящее состояние) {\displaystyle J_{c}} 7⋅106 А/см².

## Некоторые химические и физические свойства
- Молярная масса 666,19 Да.
- Плотность 6,3 г/см³.
- Температура плавления более 1000 °C.

## Получение
Первый образец YBCO был получен при температуре 1000—1300 К в результате следующей химической реакции:
{\displaystyle {\ce {{4BaCO3}+{Y2(CO3)3}+{6CuCO3}+({\tfrac {1}{2}}-{\mathit {x}})O2->{2YBa2Cu3O_{7-{\mathit {x}}}}+{13CO2}\uparrow }}}.

## Перспективы использования
1. Создание сверхпроводящих магнитов.
2. Создание генераторов и линий электропередач.
3. Аккумулирование электроэнергии.
4. Создание СКВИДов (сверхпроводящий квантовый интерференционный детектор)[6].
5. Разработка сверхмощных турбогенераторов на основе сверхпроводимости[7].
6. Разработка сверхпроводящих электрических машин[англ.].
7. Изготовление сверхпроводящих проводов.